# Valeriy Zykov
Valeri Borisovich Zykov (Gorky, 24 de fevereiro de 1944) é um ex-futebolista soviético, que atuava como defensor.

## Carreira
Valeriy Zykov fez parte do elenco da Seleção Soviética na Copa do Mundo de 1970 e das eliminatórias para a Eurocopa de 1972 que a URSS não se classificou.

## Títulos
- Copa da União Soviética: 1967 e 1970.